# Mochuelo bajo (Bogotá)
Mochuelo bajo es un barrio del sur de Bogotá, perteneciente a la UPZ 63 de la localidad de Ciudad Bolívar, en el occidente de la localidad de Tunjuelito.

### Límites
|                                                 | Norte: República de Canadá sur (Localidad de Ciudad Bolívar) |                                           |
| Oeste: Quiba alta (Localidad de Ciudad Bolívar) |                                                              | Este: La Marichuela ( Localidad de Usme ) |
|                                                 | Sur: Mochuelo alto (Localidad de Ciudad Bolívar)             |                                           |

## Historia
Inicialmente, la localidad de Ciudad Bolívar fue habitada por diferentes tribus indígenas como lo eran los Suatagos, Cundáis y Usmes, quienes eran gobernadas por el Cacique Sagüanmachica. En 1750, en este sector llamado Selvas de Usme vivió Virrey Solís un Franciscano, quien fundó la hacienda El Maná que se extendía por los cerros orientales hasta la quebrada Yomasa.

La hacienda con el tiempo cambio su nombre a La Fiscala y en 1910 fue comprada por Gonzalo Zapata Cuenca un militar que en 1950 este la parcelo a sus hijas, una de ellas vendió  y nuevos dueños aparecieron, entre ellos encontramos a Luis Morales, Mario Suárez, Rosendo Galindo y Eliodoro Criollo, este último fue quien primero construyó hornos para la fabricación de ladrillos, lo que permitió el asentamiento de  familias. Eliodoro, a cambio de trabajo, entregó ladrillos y lotes para que los trabajadores construyeran sus casas permitiendo la creación de los primeros barrios. Uno de ellos fue Mochuelo Bajo. Algunos de sus primeros habitantes fueron La señora Aleida, el señor Pedro Bolívar y Don Pedro Campo. Don Pedro Campo recuerda los días de trabajo en las ladrilleras donde todo era mucho más tranquilo.
Toda la población de Mochuelo Bajo pertenece al estrato uno. Los residentes más antiguos de la vereda llevan en promedio 60 años viviendo en el sector, como es el caso de una habitante de 63 años que nació allí, sus padres construyeron la primera casa y esperan que sus próximas generaciones continúen viviendo en el sector.
Las primeras construcciones se realizaron sin un diseño de calles, no había andenes, ni parques de recreación, además de no tener sistemas de alcantarillado y acueducto, esto produjo que los malos olores los invadieran. La población en busca de solución creó unos sistemas de escorrentía en los solares y cunetas de las calles principales que trasportaban los residuos a pozos sépticos, pero esto no resultó muy eficaz. Al no contar con el servicio público de agua se creó un sistema acueducto conducido por mangueras desde los nacederos de agua de la parte alta del Río Tunjuelo hasta los asentamientos.
En los años noventa, con la organización comunal de los pobladores se logró la legalización del barrio y esto permitió que se implementaran las políticas locales de Ciudad Bolívar y la llegada de los servicios públicos: luz y gas. Esta nueva organización del territorio y con el cubrimiento de los servicios públicos causó que más personas llegaran a poblar la zona, hoy Mochuelo Bajo cuenta con 3.600 habitantes aproximadamente.

## Urbanización
Mochuelo bajo se encuentra dividido en cuatro barrios: La Esmeralda, Paticos, Lagunitas y Barranquitos, que es el más cercano al Relleno Sanitario Doña Juana. Cada uno cuenta con su Junta de Acción Comunal, para la gestión de recursos. En general, las casas son de una sola planta y muchas de sus calles aún se encuentran sin pavimentar.

## Problemáticas
En las últimas tres décadas, la población ha enfrentado un  problema relacionado con el crecimiento del Relleno Sanitario Doña Juana y su expansión continua. Este vertedero representa un riesgo para la salud y ha dado lugar a conflictos entre la población local y las autoridades encargadas de su gestión.
Los residentes de Mochuelo Bajo son conscientes de estas cuestiones y han presentado peticiones, realizado tomas de tierras, manifestaciones y otras acciones con el objetivo de mejorar su calidad de vida. Piden al gobierno que los proteja y tome medidas para mejorar la situación. 
En las últimas décadas, también han enfrentado un aumento en la delincuencia común, el consumo de sustancias psicoactivas y la deserción escolar, entre otros desafíos que afectan principalmente a los jóvenes de Mochuelo Bajo.